# Босковиці

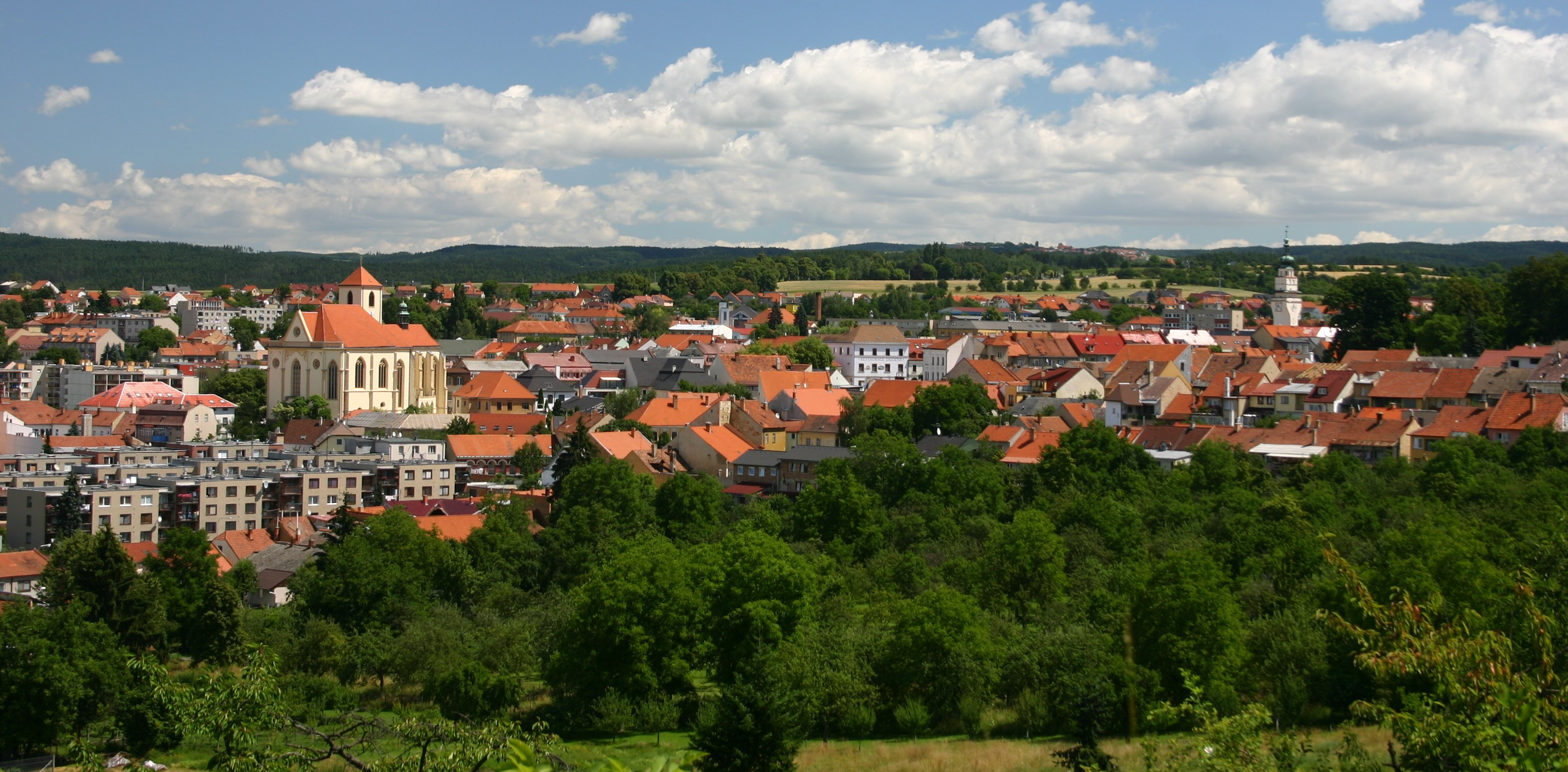
Центр Босковіце

Босковиці (чеськ. Boskovice, нім. Boskowitz) — місто в Чехії, у Південноморавському краю. Місто розташоване на Драганській височині, за 30-40 км на північ від Брно, неофіційної столиці Моравії.

## Історія
Босковиці як торгове поселення було засноване, ймовірно, в XIII столітті. Однак дані археологічних розкопок свідчать про те, що поселення на цьому місці існувало набагато раніше. Перша письмова згадка назви Босковиці відноситься до 1222 року, коли Їмрам з Босковіце названий одним зі свідків у грамоті Пршемисла Оттокара I. Перша згадка про Босковицький град відноситься до 1313 року. Натомість про сам населений пункт Босковиці вперше згадано у 1413 році. У 1463 році король Їржі з Подєбрад надав місту право влаштовувати ярмарки і щорічні торги в день Святого Віта.
1759 року у босковицьких грамотах вперше використано термін «місто Босковиці»; можливо, міський статус був наданий королевою Марією-Терезією. У період правління Йосифа II в Босковиці заснований магістрат, проте місто було позбавлене права виносити і виконувати смертні вироки, яким користувалось із 1255 року.
До Другої світової війни тут проживала одна з найбільших єврейських громад Моравії.

## Пам'ятки
- Босковицький град (замок) XIII століття
- церква апостола Якова
- замок у стилі ампір
- єврейське кладовище XVII століття — одне з найбільших у Чехії
- велика синагога

## Культурні заходи
- Unijazz Praha — проводиться щорічно в липні
- Hradhouse Festival — танцювальний фестиваль, який проводиться щорічно, зазвичай у серпні (див. Hradhouse [Архівовано 5 грудня 2011 у Wayback Machine.])

## Населення
| Рік  | Чисельність | Чисельність |
| ---- | ----------- | ----------- |
| 1869 | 6204        | [ 6 ]       |
| 1880 | 6119        | [ 6 ]       |
| 1890 | 6443        | [ 6 ]       |
| 1900 | 6547        | [ 6 ]       |
| 1910 | 7306        | [ 6 ]       |
| 1921 | 7322        | [ 6 ]       |
| 1930 | 7595        | [ 6 ]       |

| Рік  | Чисельність | Чисельність |
| ---- | ----------- | ----------- |
| 1950 | 7244        | [ 6 ]       |
| 1961 | 8235        | [ 6 ]       |
| 1970 | 8837        | [ 6 ]       |
| 1980 | 11 045      | [ 6 ]       |
| 1991 | 11 290      | [ 6 ]       |
| 2001 | 11 359      | [ 6 ]       |
| 2014 | 11 478      | [ 7 ]       |

| Рік  | Чисельність | Чисельність |
| ---- | ----------- | ----------- |
| 2016 | 11 566      | [ 8 ]       |
| 2017 | 11 639      | [ 9 ]       |
| 2018 | 11 635      | [ 10 ]      |
| 2019 | 11 622      | [ 11 ]      |
| 2020 | 11 681      | [ 12 ]      |
| 2021 | 11 726      | [ 13 ]      |
| 2021 | 11 919      | [ 14 ]      |

| Рік  | Чисельність | Чисельність |
| ---- | ----------- | ----------- |
| 2022 | 11 661      | [ 15 ]      |
| 2023 | 11 996      | [ 16 ]      |
| 2024 | 12 190      | [ 17 ]      |
| 2025 | 12 508      | [ 3 ]       |

| Рік  | Чисельність | Чисельність |
| ---- | ----------- | ----------- |
| 1869 | 6204        | [ 6 ]       |
| 1880 | 6119        | [ 6 ]       |
| 1890 | 6443        | [ 6 ]       |
| 1900 | 6547        | [ 6 ]       |
| 1910 | 7306        | [ 6 ]       |
| 1921 | 7322        | [ 6 ]       |
| 1930 | 7595        | [ 6 ]       |

| Рік  | Чисельність | Чисельність |
| ---- | ----------- | ----------- |
| 1950 | 7244        | [ 6 ]       |
| 1961 | 8235        | [ 6 ]       |
| 1970 | 8837        | [ 6 ]       |
| 1980 | 11 045      | [ 6 ]       |
| 1991 | 11 290      | [ 6 ]       |
| 2001 | 11 359      | [ 6 ]       |
| 2014 | 11 478      | [ 7 ]       |

| Рік  | Чисельність | Чисельність |
| ---- | ----------- | ----------- |
| 2016 | 11 566      | [ 8 ]       |
| 2017 | 11 639      | [ 9 ]       |
| 2018 | 11 635      | [ 10 ]      |
| 2019 | 11 622      | [ 11 ]      |
| 2020 | 11 681      | [ 12 ]      |
| 2021 | 11 726      | [ 13 ]      |
| 2021 | 11 919      | [ 14 ]      |

| Рік  | Чисельність | Чисельність |
| ---- | ----------- | ----------- |
| 2022 | 11 661      | [ 15 ]      |
| 2023 | 11 996      | [ 16 ]      |
| 2024 | 12 190      | [ 17 ]      |
| 2025 | 12 508      | [ 3 ]       |

|  |

## Міста-побратими
- Левіце, Словаччина
- Рава-Мазовецька, Польща
- Фран-лез-Анвен, Бельгія

## Галерея

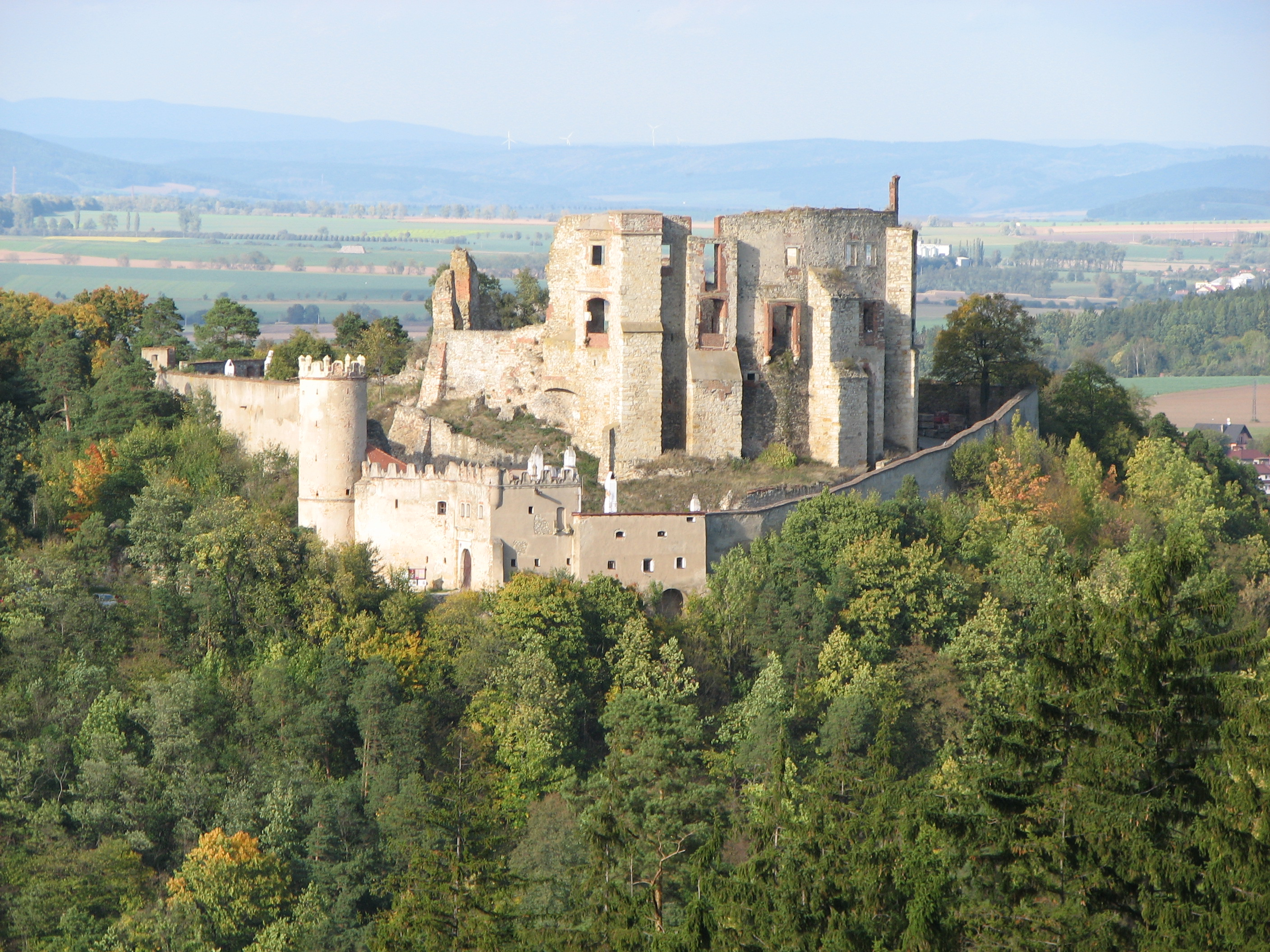
Босковицький град
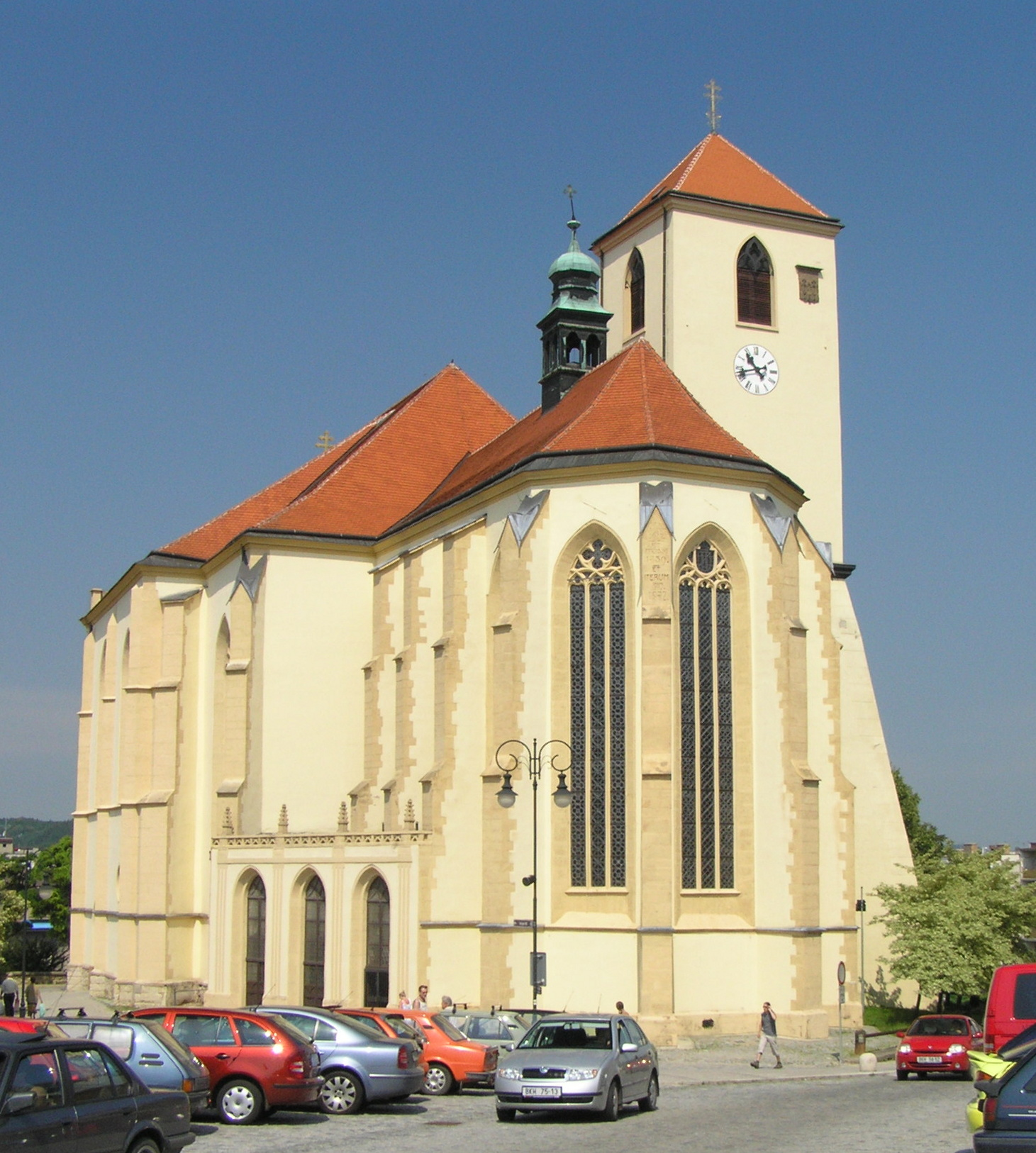
Костел Святого Апостола Якова
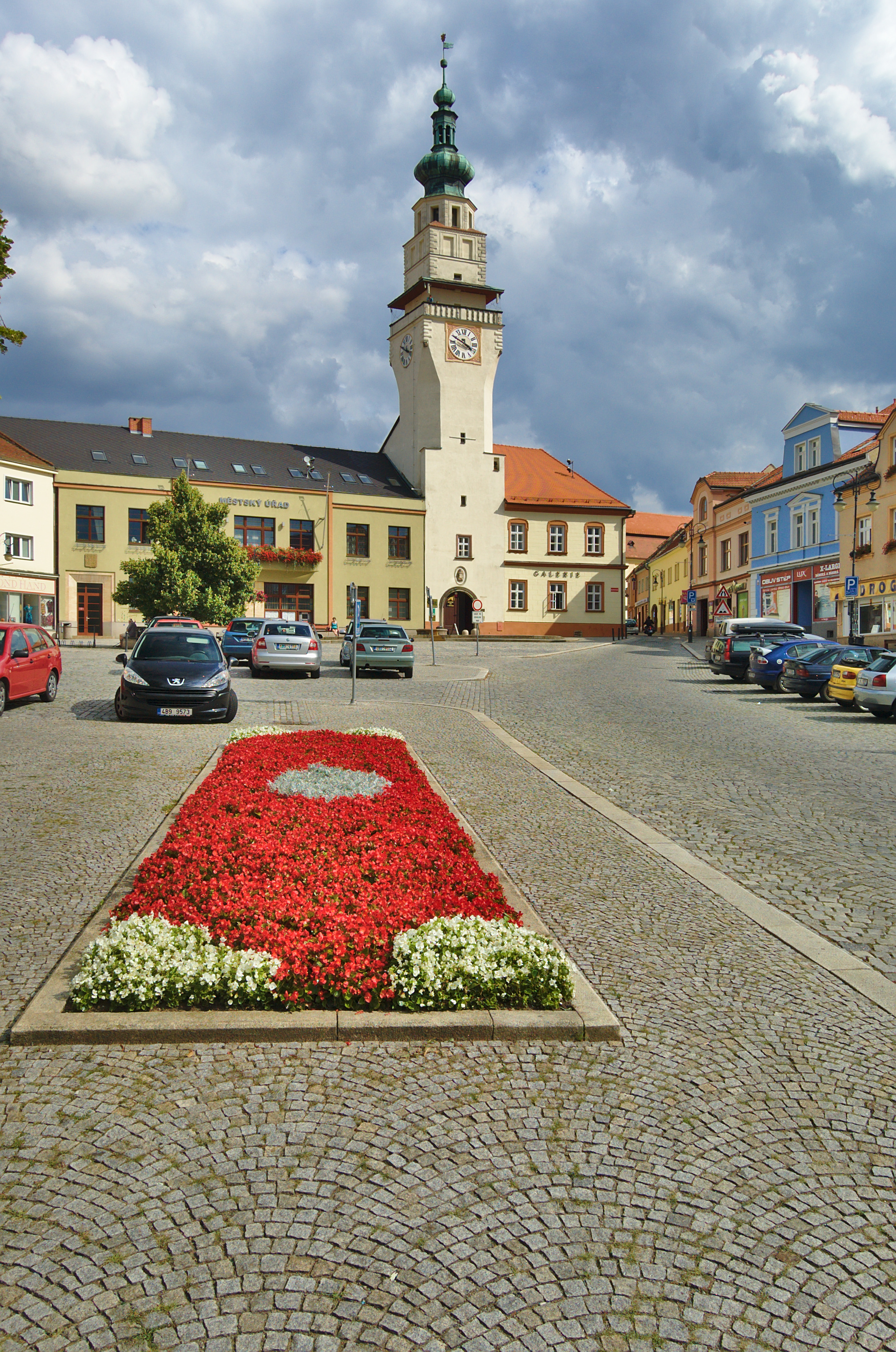
Площа з Ратушею
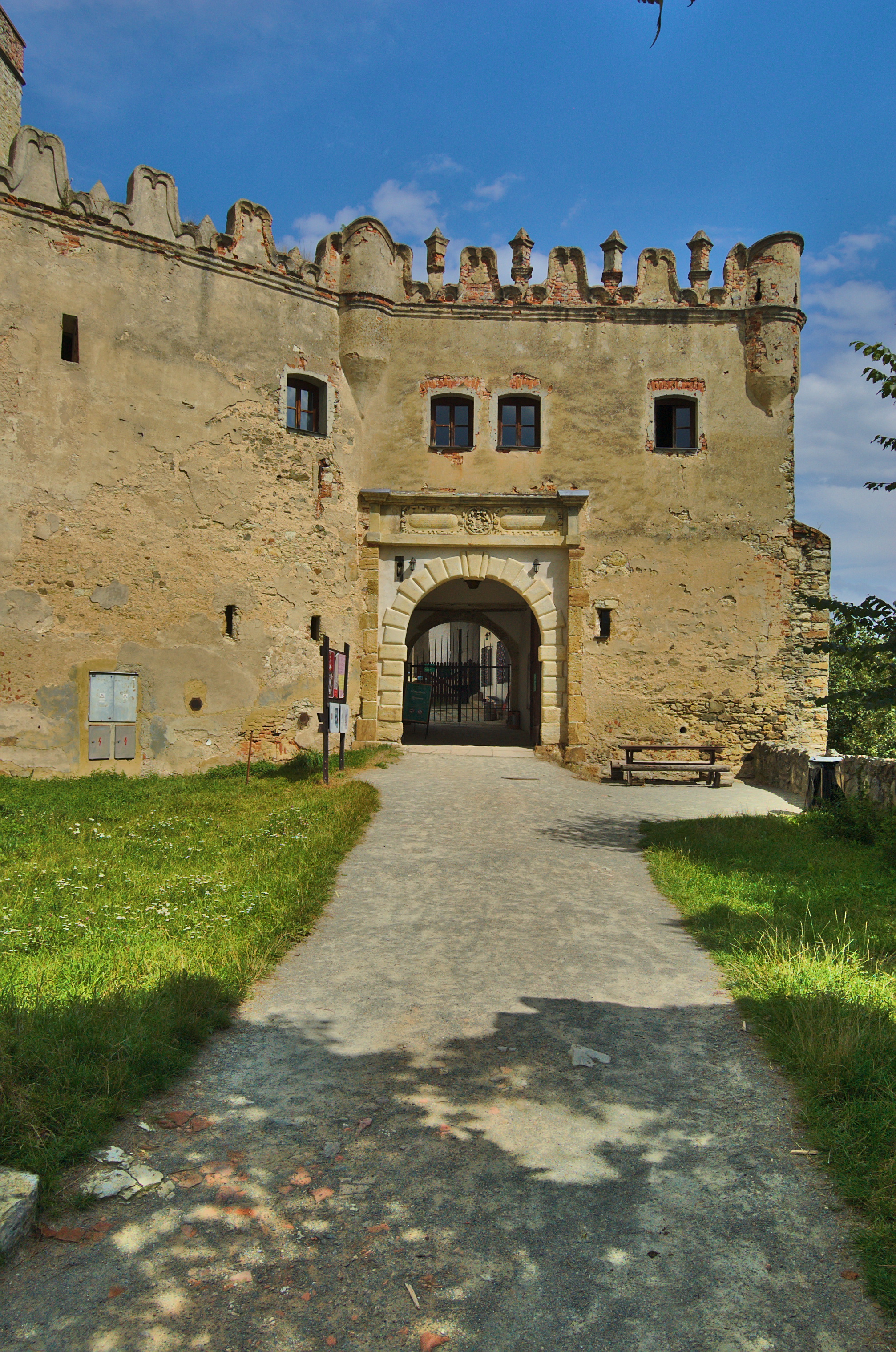
В'їзна брама Босковицького граду
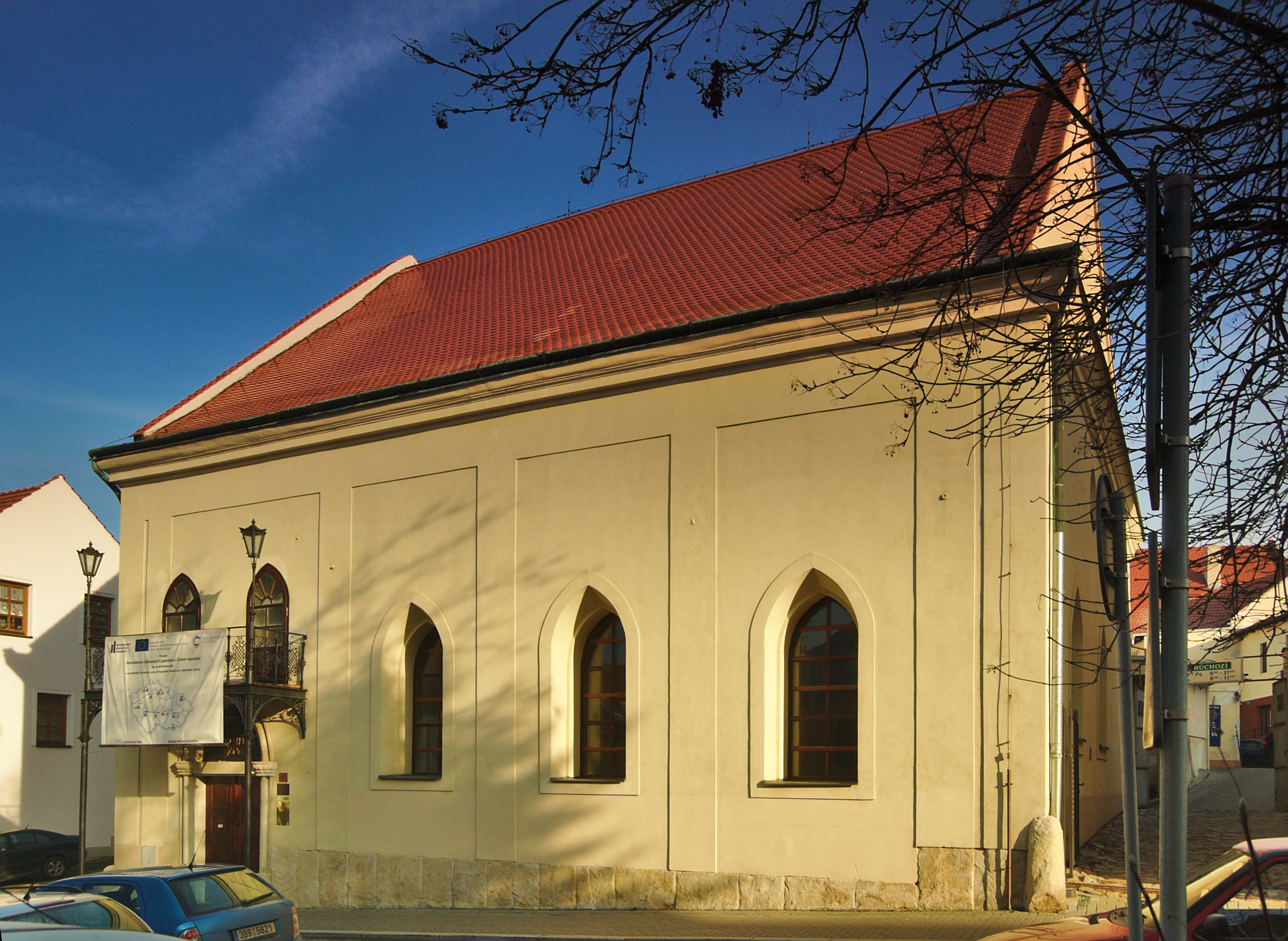
Велика синагога
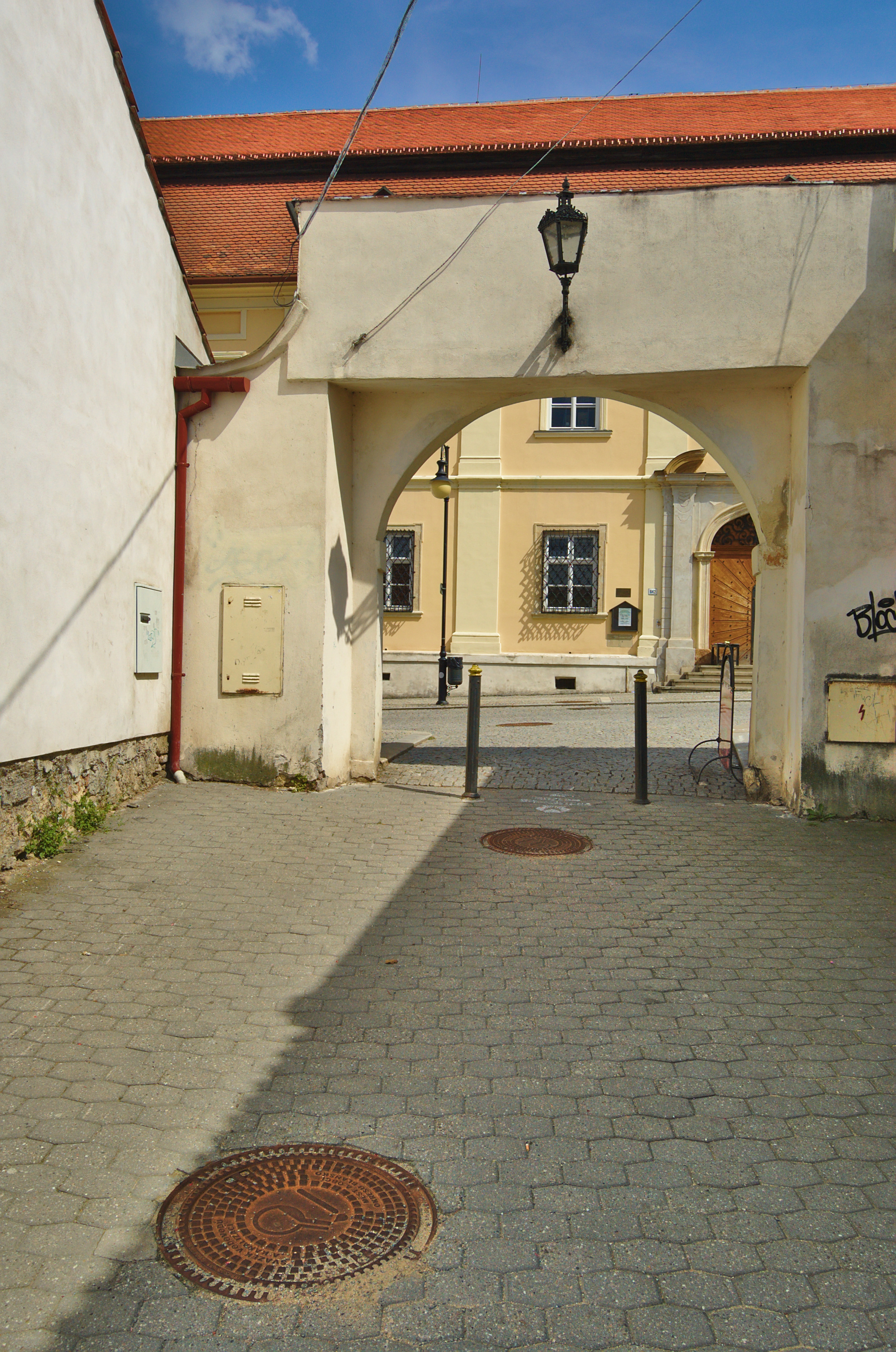
Єврейська брама
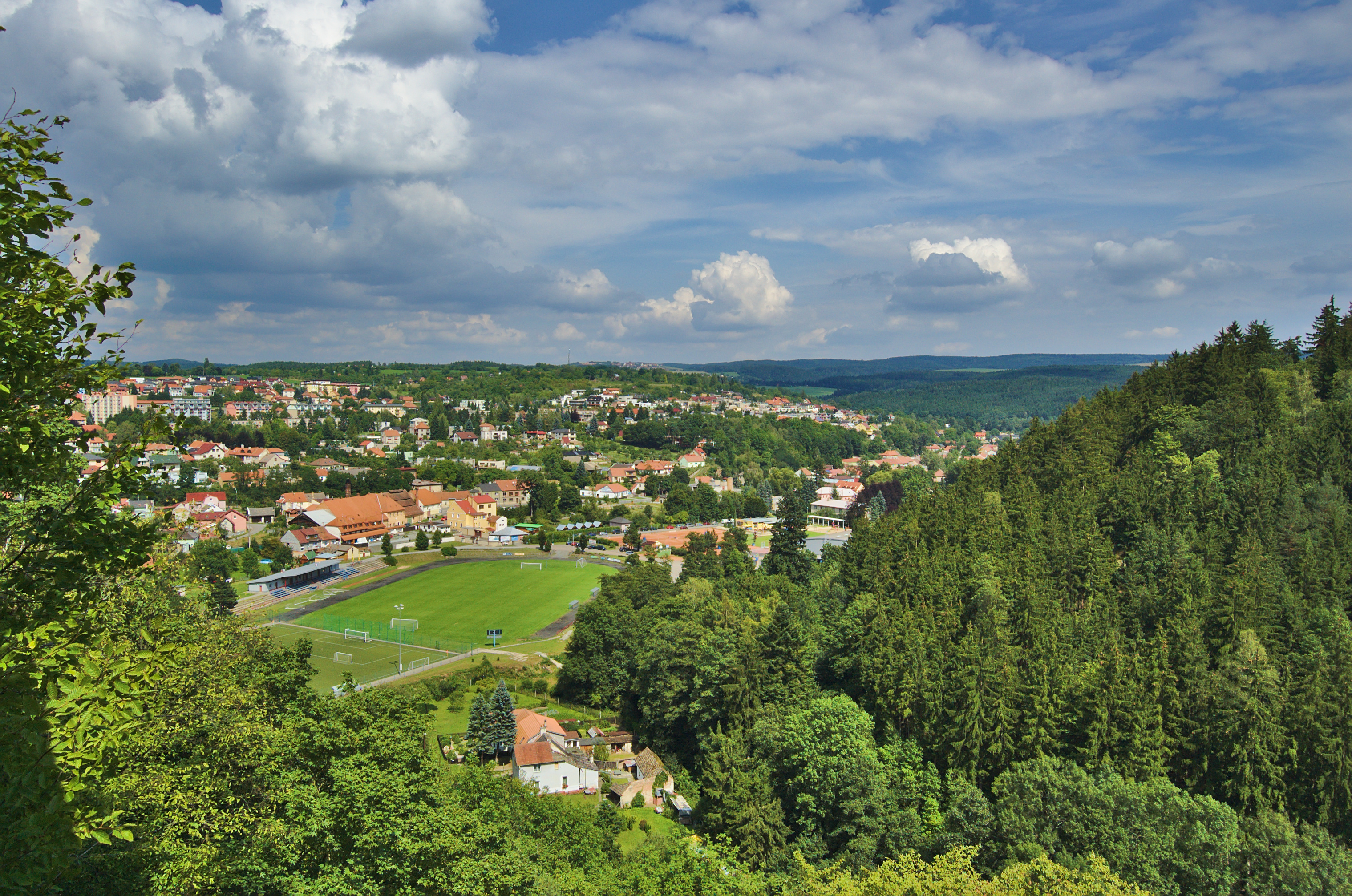
Місто Босковиці здалеку
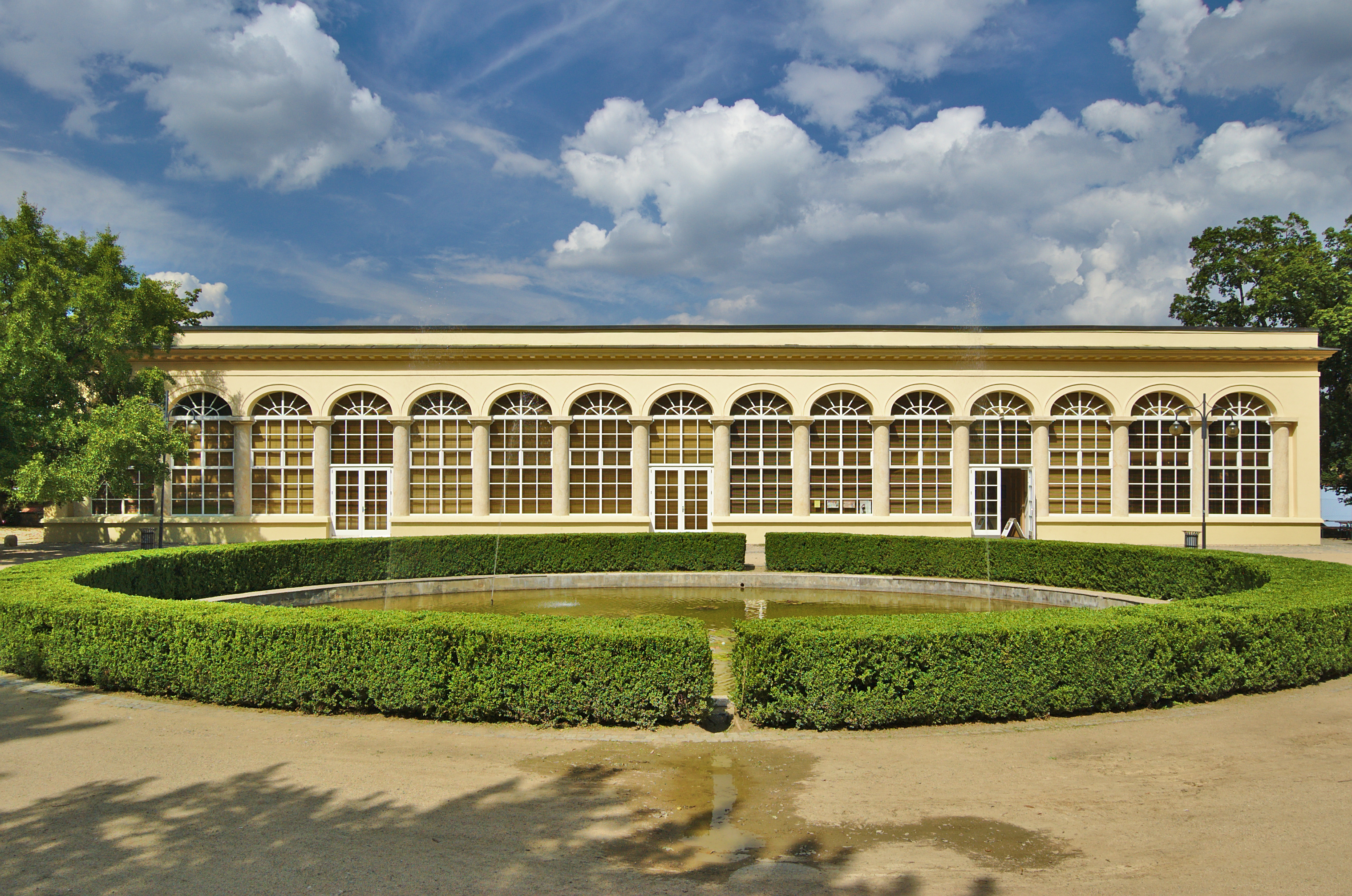
Замкова теплиця